# 라마즈 분만
라마즈분만은 1940년대 프랑스 산부인과 의사 라마즈(Fernand Lamaze)가 소련 산모들의 출산방법(산파의 보살핌을 받으며 호흡과 이완을 반복)에 영향을 받아 출산 중 의료기술의 대안으로 창안한 자연분만 기술이다. 미국에서는 1959년 마조리 카멜이 자신의 경험을 토대로 쓴 책 Thank You, Dr. Lamaze로 라마즈 분만이 널리 알려졌다.
현재의 라마즈분만은 임부의 호흡법, 임신출산과정 중의 고통을 덜어주는 방법(온찜질, 냉찜질, 운동기구 공(birthing ball)을 이용한 체위변화 등)을 포함하고 있다.